# The Path (série télévisée)
The Path est une série télévisée américaine en 36 épisodes de 52 minutes créée par Jessica Goldberg et diffusée entre le 30 mars 2016 et le 28 mars 2018 sur la plateforme de vidéo à la demande Hulu.
En France, la série est disponible en français depuis le 14 décembre 2016 sur le service Amazon Prime.[réf. souhaitée] Elle reste inédite dans les autres pays francophones.

## Synopsis
Au sein d'un mouvement sectaire appelé le Meyerisme, les adeptes tentent de s'élever spirituellement... et se perdent parfois entre les dilemmes moraux, la quête de pouvoir ou encore en mettant leur foi à l'épreuve. À la suite d'une retraite, Eddie Lane, assailli par les doutes, décide qu'il est temps pour lui de partir, quitte à faire voler son mariage en éclats. Très vite, il se rend compte que cela lui est impossible sans mettre sa vie en danger...

## Distribution

### Acteurs principaux
- Aaron Paul (VF : Alexandre Gillet) : Eddie Lane
- Michelle Monaghan (VF : Léovanie Raud) : Sarah Lane
- Emma Greenwell (VF : Alice Taurand) : Mary Cox
- Rockmond Dunbar (VF : Gilles Morvan) : Détective Abe Gaines
- Kyle Allen (VF : Martin Faliu) : Hawk Lane
- Amy Forsyth (VF : Cindy Lemineur) : Ashley Fields
- Sarah Jones (VF : Marie Tirmont) : Alison
- Hugh Dancy (VF : Sébastien Desjours) : Cal Roberts
- Paul James (VF : Jean-Baptiste Anoumon) : Sean Egan (récurrent saison 1 - principal saison 2)

### Acteurs récurrents
- Minka Kelly (VF : Chloé Berthier) : Miranda Frank
- Stephanie Hsu (VF : Nastassja Girard) : Joy
- Whitney Crowder (VF : Margaux Laplace) : Betsy
- Kathleen Turner : Brenda Roberts
- Max Ehrich (VF : Clément Moreau) : Freddie Ridge
- Clark Middleton (VF : Constantin Pappas) : Richard
- Britne Oldford (VF : Camille Gondard) : Noa

- Version française
  - Studio de doublage : Libra Films
  - Direction artistique : Claire Guyot

 Source et légende : version française (VF) sur RS Doublage

## Production
La série est commandée par Hulu en mars 2015, originellement titrée The Way, elle adopte son titre actuel en septembre 2015 pour des raisons juridiques. Elle met en scène les adeptes d'un mouvement sectaire appelé le Meyerisme, qui cherchent à s'élever spirituellement.
Le 4 mai 2016, elle est renouvelée pour une deuxième saison.
Le 12 avril 2017, elle est renouvelée pour une troisième saison.
Le 24 avril 2018 est annoncé l'annulation de la série après trois saisons.

## Épisodes

### Première saison (2016)
1. Dans les reflets du feu (What the Fire Throws)
2. L'Ère de l'échelle (The Era of the Ladder)
3. Une vraie famille (A Homecoming)
4. Le Futur (The Future)
5. La Discorde (The Hole)
6. Par effraction (Breaking and Entering)
7. Droit d'asile (Refugees)
8. Le Rivage (The Shore)
9. Une chambre à soi (A Room with a View)
10. Le Miracle (The Miracle)

### Deuxième saison (2017)
Elle a été diffusée à partir du 25 janvier 2017.
1. Dans la lumière (Liminal Twilight)
2. Lune morte (Dead Moon)
3. Le Père et le fils (The Father and the Son)
4. Le Mur rouge (The Red Wall)
5. Recentrage (Why We Source)
6. Pour notre sécurité (For Our Safety)
7. Providence (Providence)
8. Le Retour (Return)
9. Le Magicien d'Oz (Oz)
10. Purification (Restitution)
11. Le Défi (Defiance)
12. Spiritus Mundi (Spiritus Mundi)
13. Indulgence (Mercy)

### Troisième saison (2018)
Elle a été diffusée à partir du 17 janvier 2018.
1. Le Commencement (The Beginning)
2. Rien qu'une bête (A Beast, No More)
3. Sauterelles (Locusts)
4. De Rerum Natura (De Rerum Natura)
5. Apparat (Pageantry)
6. Messie (Messiah)
7. Les Jardins de Giverny (The Gardens at Giverny)
8. La Porte (The Door)
9. Le Voile (To Lift the Veil)
10. Les Âmes les plus fortes (The Strongest Souls)
11. Mauvaise foi (Bad Faith)
12. Une nouvelle religion américaine (A New American Religion)
13. Lune de sang (Blood Moon)

## Accueil

### Réception critique
La première saison est accueillie de façon positive par la critique. L'agrégateur de critiques Metacritic lui accorde une note de 70 sur 100, basée sur la moyenne de 33 critiques.
Sur le site Rotten Tomatoes, elle obtient une note moyenne de 80 %, sur la base de 40 critiques.
Pierre Langlais pour Télérama trouve que le premier épisode est un « thriller [qui] fonctionne rapidement » et salue les performances de Aaron Paul, Michelle Monaghan et Hugh Dancy qui donnent « de quoi nous faire revenir en deuxième semaine ».